# Dolmen 1 del Montsec
El Dolmen 1 del Montsec és un monument megalític del terme comunal de Rià i Cirac, a la comarca del Conflent, de la Catalunya del Nord.
És al sud-est del Pla de Vall en So, bastant a prop a l'est -i un pèl al nord- de Llúgols.
Fou donat a conèixer per Jean Abelanet el 1970, recollint, però, dades anteriors.